# Баттаграм (округ)
Баттаграм (урду ضلع بٹگرام‎, англ. Battagram District) — один из 24 округов пакистанской провинции Хайбер-Пахтунхва. Через округ проходит Каракорумское шоссе.

## Географическое положение
Баттаграм граничит с округами: Кохистан (на севере), Шангла (на западе) и с Маншехра (на востоке и юге).

## Этимология
Баттаграм на санскрите означает Земля Воинов. Много населённых пунктов в этом округе также имеют название на санскрите, например: Чаухан, Аджмера, Рашмера, Чапарграм и т. д.

## Административное устройство
Баттаграм получил статус округа в июле 1993 года, до этого он был техсилом и входил в состав округа Маншехра. Округ Баттаграм состоит из двух техсилов.
| Техсилы   |
| --------- |
| Аллай     |
| Баттаграм |

## Галерея

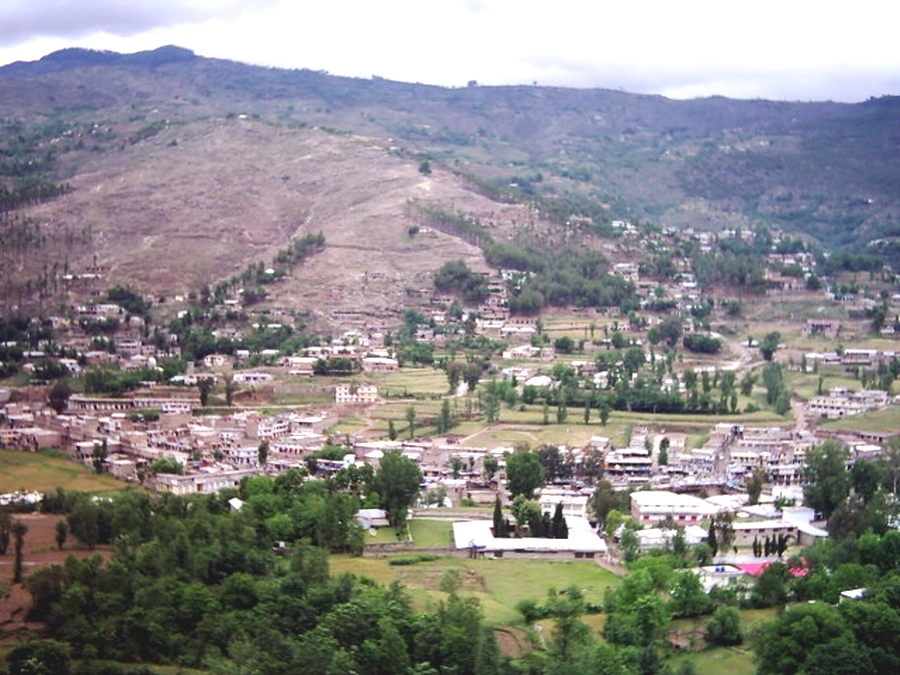
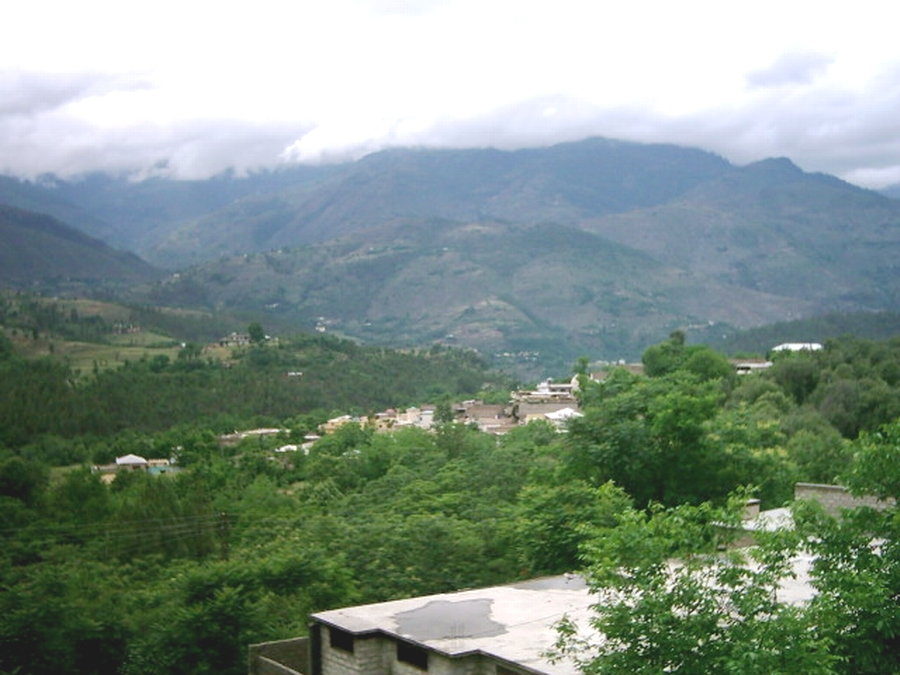
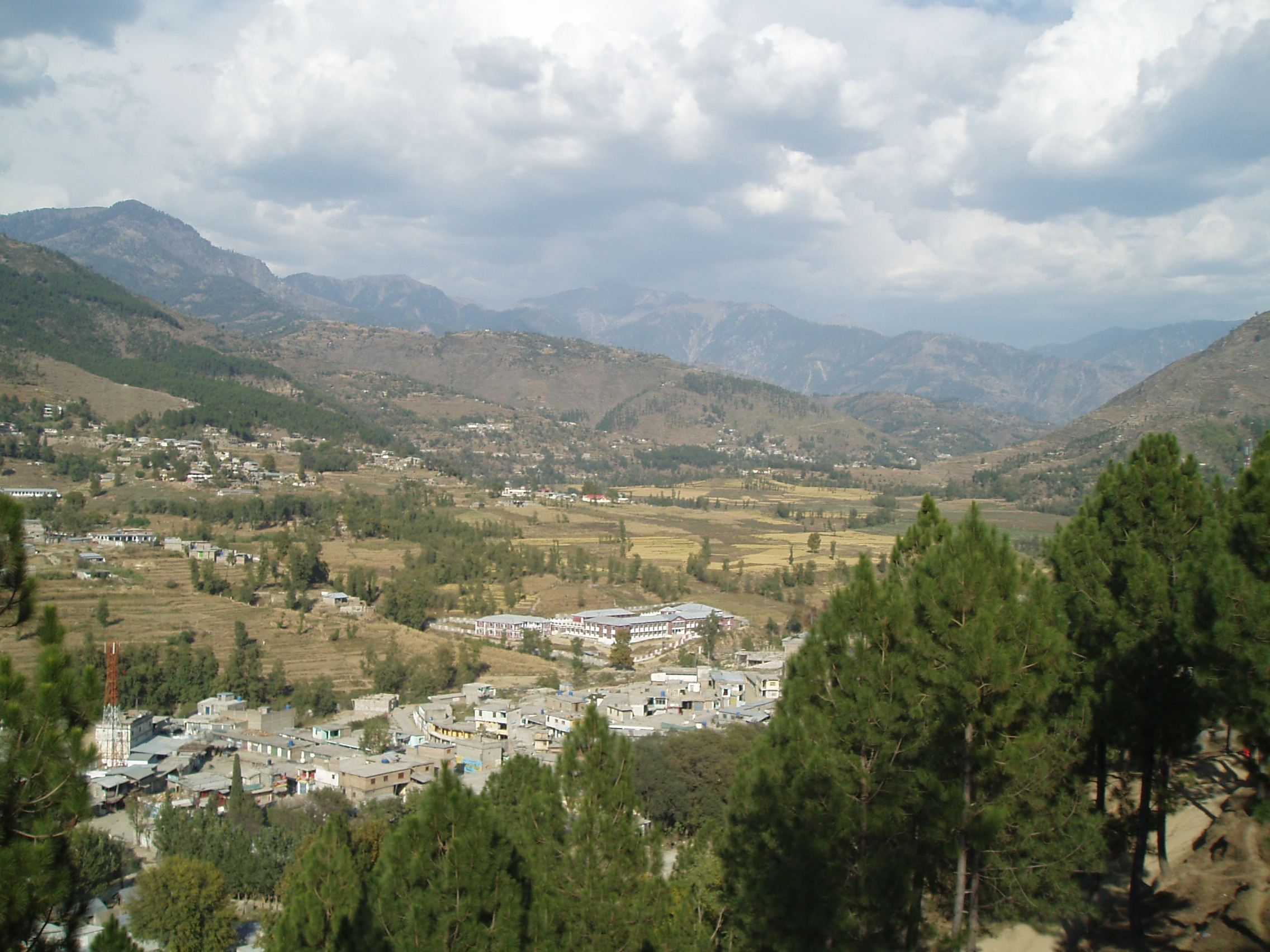